# Jukka Raitala
Jukka Raitala (nascut el 15 de setembre de 1988 a Kerava, Finlàndia) és un futbolista professional finès, que actualment juga pel Minnesota United.
Anteriorment, havia jugat entre d'altres equips al SC Paderborn 07, cedit pel 1899 Hoffenheim i a l'Osasuna.